# Lijst van spelers van Oriente Petrolero
Deze lijst omvat voetballers die bij de Boliviaanse voetbalclub Oriente Petrolero spelen of gespeeld hebben. De spelers zijn alfabetisch gerangschikt.

## A
- Miguel Abrigo
- Nelson Agoglia
- Francisco Agreda
- Gabriel Aguilar
- Manuel Aguilar
- Miguel Aguilar
- Marcelo Aguirre
- Cristian Alfaro
- David Alfaro
- Miguel Almiron
- Piero Alva
- Lorgio Álvarez
- Augusto Andaveris
- Carlos Añez
- Cédric Anselin
- Landívar Antelo
- Óscar Antelo
- Víctor Hugo Antelo
- Ronald Arana
- Alex Arancibia
- Juan Arce
- Francisco Argüello
- Carlos Arias
- Carlos Arrien
- Héctor Arzubialde
- Federico Astudillo
- Edson Avallay
- Carlos Ávila
- José Avila
- Pedro Azogue

## B
- William Banegas
- Hugo Bargas
- Marco Barrero
- Henry Bazán
- Danny Bejarano
- Marvin Bejarano
- Carlos Bejolano
- Claudio Biaggio
- Luis Manuel Blanco
- Mauro Blanco
- Mariano Brau
- Sebastián Britos

## C
- Gustavo Caamaño
- Diego Cabrera
- Víctor Cabrera
- Franz Calustro
- Jorge Camacho
- Luis Camacho
- Jhasmani Campos
- Rolando Campos
- Pedro Cañellas
- Pablo Cantero
- Danilo Carando
- Rubén Carballo
- Jean Carlos
- Jean Carlo Carvalho
- Jhon Castillo
- José Castillo
- Sergio Castillo
- Daniel Castro
- Juan Carlos Chávez
- Carlos Clotet
- Milton Coimbra
- Matías Córdoba
- Alvaro Córtez
- Luis Cristaldo
- Adrián Cuéllar
- Diego Cuellar
- Elder Cuéllar
- Grover Cuéllar
- Miguel Cuéllar
- Cristian Cuffaro

## D
- Alex Da Rosa
- Pablo De Muner
- Jonathan Delgadillo
- Alejandro Delorte
- Julián di Cosmo
- Lucas Díaz Cannevaro
- Mauricio Duarte
- Yasmani Duk
- Carlos Duran

## E
- Brahian Égüez
- Gustavo Eguez
- Oscar Escalante
- Wilson Escalante
- Oscar Espínola
- Erwin Espinoza
- Marco Etcheverry
- Michael Etulaín

## F
- Juan Carlos Farah
- Ramiro Fassi
- José Carlos Fernández
- Juan Fernández
- Leonardo Fernández
- Lucas Fernández
- Nicolás Fernández
- Raul Fernando
- Francisco Ferreira
- Carlos Flores
- Ricardo Fontana

## G
- Héctor Gaitán
- Sergio Galarza
- Roberto Galindo
- Arturo García
- Ronald García
- Fabio Gimenez
- Cristian Marco Gonzales
- Antonio González
- Luis González
- Jefferson Gottardi
- Juan Grabowski
- Enrique Gutiérrez
- Limberg Gutiérrez
- Luis Gutiérrez

## H
- Rover Heguigorri
- Pedro Higa
- David Holguin
- Hebert Hoyos
- Josue Hoyos
- Miguel Hoyos

## I
- Armando Ibáñez
- Andrés Imperiale
- Itacaré

## J
- Cristino Jara
- Eduardo Jiguchi
- Andrés Jiménez
- Brolin Jordan
- Juan Felipe
- Raúl Justiniano

## L
- Rodrigo Lafuente
- Fabio Landaburi
- Pedro Laserna
- Leonel Liberman
- Lincoln
- Jose Loayza
- Pedro López
- Samuel López
- Ricardo Lunari

## M
- Ariel Mangiantini
- Daniel Manjón
- Juan Maraude
- Federico Martínez
- Raúl Medeiros
- Leonardo Medina
- José Luis Medrano
- Alejandro Meleán
- Eduardo Melgar
- Erwin Melgar
- José Melgar
- Luis Melgar
- Milton Melgar
- Rubén Melgar
- Clever Méndez
- Luis Méndez
- Alan Mercado
- Ovidio Mezza
- Gualberto Mojica
- Efraín Molina
- Modesto Molina
- Sebastián Molina
- César Monasterio
- Yussein Monasterio
- Fernando Montero
- Eugenio Morel
- Murilo

## O
- Gustavo Olguin
- José Ortíz
- Osvaldo Ozzán

## P
- Eloy Padilla
- José Padilla
- Gilberto Palacios
- Martín Palavicini
- Roly Paniagua
- Líder Paz
- Juan Pedraza
- Danilo Peinado
- Alcides Peña
- Álvaro Peña
- Darwin Peña
- Julio Pérez
- Roberto Pérez
- Uriel Pérez
- Mario Pinedo
- Limbert Pizarro
- Leitão Polieri

## Q
- Juan Quero
- Yosimar Quiñónes
- Diego Quiñonez

## R
- Ronald Raldes
- Luis Ramallo
- Jorge Ramírez
- Oscar Ramírez
- Mauricio Ramos
- Santiago Raymonda
- Rolando Rea
- Ronald Rea
- Gerardo Reinoso
- Alexis Ribera
- Angel Ribera
- Oscar Ribera
- Miguel Rimba
- Sergio Rivero
- Romer Roca
- Diego Rodríguez
- Nahun Rodríguez
- Darío Rojas
- Pablo Rojas
- Gustavo Romanello
- Erwin Romero
- Jorge Ruth

## S
- Marciano Saldías
- Pablo Salinas
- Erwin Sánchez
- Fernando Saucedo
- Mauricio Saucedo
- Alejandro Schiapparelli
- Roly Sejas
- Carlos Serrano
- Mauricio Soria
- Regis De Souza
- Berthy Suárez
- Hugo Súarez
- José Suárez
- Lorgio Suárez
- Nicolás Suárez
- Odair Suárez
- Ricardo Suárez
- Roger Suárez

## T
- Francisco Takeo
- Magdiel Tejerina
- Diego Terrazas
- Jorge Toco
- Roberto Tórrez
- Carlos Trucco
- Rubén Tufiño

## U
- Erland Urgel
- Mario Uriona
- Richard Uriona

## V
- Doyle Vaca
- Henry Vaca
- Joselito Vaca
- José Vargas
- Rodrigo Vargas
- Roland Vargas
- Jorge Vázquez
- Héctor Veira
- Walter Veizaga
- Aldo Velasco
- Juan Carlos Velasco
- Juan Carlos Vildoso
- Carlos Villagra
- Johnny Villarroel

## Z
- Wilder Zabala
- Hernán Zanni
- Jorge Zapata
- Mateo Zoch